# Concours Eurovision de la chanson junior 2015
#discover
- Pays participants
- Pays ayant participé dans le passé, mais pas à l'édition 2015

Marsa 2014 La Valette 2016
La treizième édition du Concours Eurovision de la chanson junior a lieu le 21 novembre 2015 à Sofia, en Bulgarie. Elle est remportée par Destiny Chukunyere pour Malte interprétant la chanson Not My Soul, obtenant 185 points et établissant un record de points pour l'édition junior.
L'Italie, pays vainqueur de l'édition 2014, a décliné l'offre d'être le pays hôte du Concours. Deux pays ont alors montré un intérêt pour l'accueillir et, le 26 janvier 2015, l'Union européenne de radio-télévision (UER) annonce officiellement la Bulgarie comme hôte du Concours 2015.

## Préparation du concours

### Phase de candidature

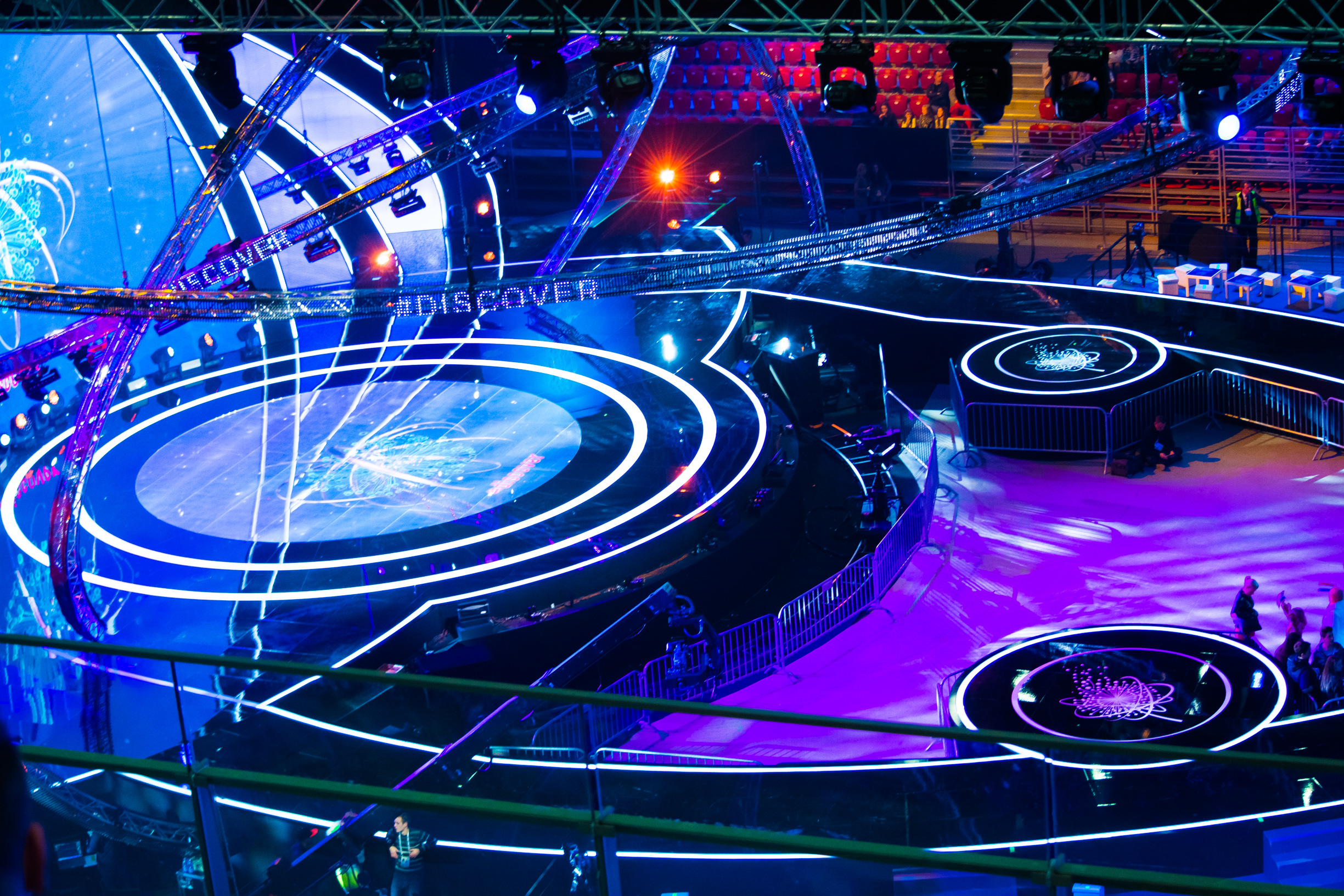
Scène de la 13e édition du concours.

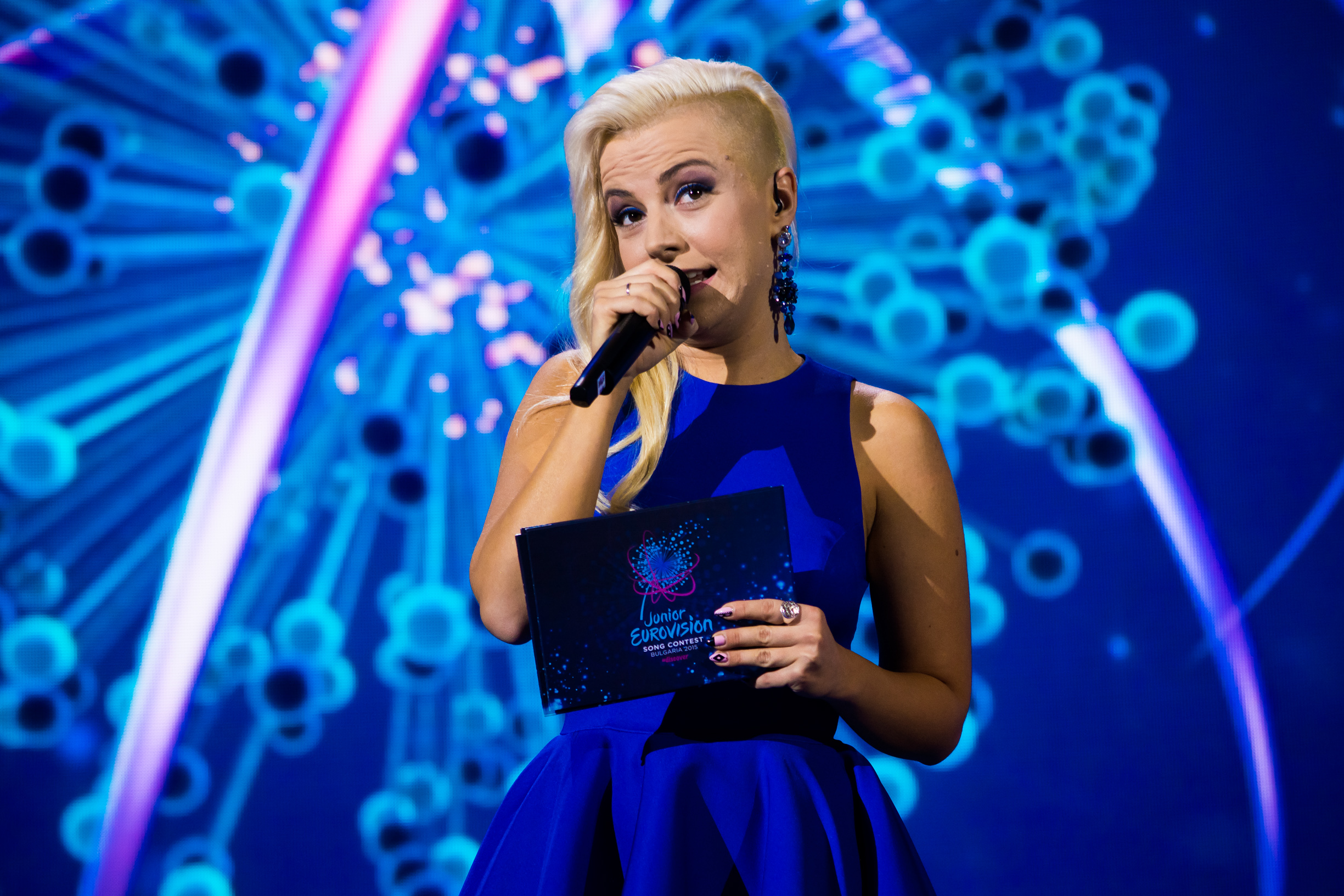
Poli Guénova, présentatrice du concours.

Après la victoire de l'Italie en 2014, l'UER donne le droit de préemption pour organiser l'édition suivante au groupe audiovisuel italien Rai. Cependant, celui-ci décline l'offre le 15 janvier 2015. 
Le superviseur exécutif du Concours Eurovision de la chanson junior, Vladislav Yakovlev (en), salue le diffuseur italien pour avoir recherché différentes possibilités d'accueil du concours, alors que le pays n'est entré dans le concours que l'année précédente. Il indique également que l'UER a reçu deux candidatures pour l'organisation de l'événement : la Bulgarie et Malte, respectivement deuxième et quatrième lors de la précédente édition. Le diffuseur bulgare BNT confirme le 15 janvier l'envoi d'une candidature pour accueillir la 13e édition du Concours. En ce qui concerne Malte qui organisait l'édition précédente, le radiodiffuseur national PBS déclarait avant le Concours 2014 qu'ils accueilleraient à nouveau le concours s'ils gagnaient. 
Le 26 janvier 2015, la Bulgarie est choisie pour accueillir l'édition 2015 qui se déroule 21 novembre 2015. Il s'agit de la première réception d'un événement Eurovision tout confondu pour le pays. En mars 2015, la capitale bulgare Sofia est dévoilée comme ville hôte avec la salle omnisports de l'Arena Armeec Sofia.

### Participation de l'Australie
Après une cinquième place au Concours Eurovision de la chanson 2015, l'Australie participe pour la première fois à la version junior du concours qui a lieu le 21 novembre 2015 à Sofia. Avec les débuts de l'Australie et de l'Irlande, l'Eurovision Junior a vu la participation de 17 pays en 2015, le total le plus élevé depuis 2007.

### Logotype et slogan
Comme pour l'édition 2015 du Concours Eurovision de la chanson, le logo générique est modifié pour la déclinaison junior.
Le 23 juin 2015, l'UER présente, conjointement avec le diffuseur hôte BNT, le logo officiel de la 13e édition du concours lors de la réunion de préparation tenue à Sofia. Il représente un pissenlit ensemencé en train d'être soufflé. Viara Ankova, directeur général du radiodiffuseur hôte, explique[réf. souhaitée] qu'il s'agit de « quelque chose que tout le monde a fait lorsqu'il était enfant. Le logo montre comment les jeunes de la Bulgarie sont les graines de l'avenir ; de s'aventurer hors de la sécurité de la tradition pour explorer et découvrir un nouvel avenir pour eux-mêmes et pour nous tous ».
Le slogan de cette édition est #discover (en français #découvrir).

## Finale
| Ordre | Pays        | Artiste                   | Chanson                                     | Langue(s)            | Place | Points |
| ----- | ----------- | ------------------------- | ------------------------------------------- | -------------------- | ----- | ------ |
| 01    | Serbie      | Lena Stamenković          | Lenina pesma (Ленина песма)                 | Serbe                | 7     | 79     |
| 02    | Géorgie     | The Virus                 | Gabede (გაბედე)                             | Géorgien             | 10    | 51     |
| 03    | Slovénie    | Lina Kuduzović            | Prva ljubezen                               | Slovène, anglais     | 3     | 112    |
| 04    | Italie T    | Chiara & Martina Scarpari | Viva                                        | Italien              | 16    | 34     |
| 05    | Pays-Bas    | Shalisa                   | Million Lights                              | Néerlandais, anglais | 15    | 35     |
| 06    | Australie   | Bella Paige               | My girls                                    | Anglais              | 8     | 64     |
| 07    | Irlande     | Aimee Banks               | Réalta Na mara                              | Irlandais            | 12    | 36     |
| 08    | Russie      | Mikhail Smirnov           | Mechta (Мечта)                              | Russe, anglais       | 6     | 80     |
| 09    | Macédoine   | Ivana & Magdalena         | Pletenka (Плетенка)                         | Macédonien           | 17    | 26     |
| 10    | Biélorussie | Ruslan Aslanov            | Magic                                       | Biélorusse, anglais  | 4     | 105    |
| 11    | Arménie     | Michael Varosyan          | Love                                        | Arménien             | 2     | 176    |
| 12    | Ukraine     | Anna Trintscher           | Pochny z sebe (Почни з себе)                | Ukrainien, anglais   | 11    | 38     |
| 13    | Bulgarie H  | Gabriela Yordanova        | Tsvetut na nadezhdata (Цветът на надеждата) | Bulgare              | 9     | 62     |
| 14    | Saint-Marin | Kamilla Ismailova         | Mirror                                      | Italien, anglais     | 13    | 36     |
| 15    | Malte       | Destiny Chukunyere        | Not my soul                                 | Anglais              | 1     | 185    |
| 16    | Albanie     | Mishela Rapo              | Dambaje                                     | Albanais             | 5     | 93     |
| 17    | Monténégro  | Jana Mirković             | Oluja (Oлуја)                               | Monténégrin          | 14    | 36     |

## Pays ne participant pas en 2015

### Pays ayant participé dans le passé mais pas en 2015
- Belgique : le 23 juin 2015, Ketnet annonce ne pas revenir en 2015[23].
- Chypre :
- Croatie : le 23 juin 2015, la Croatie annonce se retirer en 2015. Lors de son retour en 2014, le pays s'est classé dernier avec 13 points[24].
- France : le 24 juin 2015, France 2 annonce que la France ne compte pas revenir en 2015[25]. Cependant, la France assiste au Concours en tant que pays observateur. Les tweets du chef de délégation française font penser à la possibilité d'un retour en 2016[26].
- Lettonie : le 16 mars 2015, la Lettonie confirme ne pas prendre part à l'Eurovision de la chanson junior en 2015[27].
- Lituanie : la Lituanie indique qu'elle ne prendra pas part à l'Eurovision de la chanson junior en 2015[28].

### Pays n'ayant jamais participé au concours junior
- Autriche : le 10 janvier 2015, le diffuseur autrichien ORF annonce que le pays ne fera pas ses débuts en 2015[29].
- Islande : le 1er juin 2015, le diffuseur islandais RÚV confirme que le pays ne prendra pas part à l'Eurovision de la chanson junior en 2015[30].
- République tchèque : le 19 mars 2015, la République tchèque annonce ne pas faire ses débuts à l'Eurovision de la chanson junior en 2015 ; cependant une participation future n'est pas exclue[31].

### Autres pays ne participant pas en 2015
- Allemagne et  Hongrie : ZDF (Allemagne) et MTv (Hongrie) était diffuseurs observateurs du Concours 2014. Vladislav Yakovlev, le superviseur exécutif, a fait part de son espoir que les deux pays débutent au Concours en 2015[32].
- Roumanie : le pays a indiqué sa non-participation en 2014 mais a précisé que la possibilité d'un retour en 2015 existe[33].
- Norvège: en réponse aux questions de fans sur Twitter, la page Twitter de l'Eurovision Junior indiquait l'espoir d'une participation de la Norvège bien que le diffuseur (NRK) doive encore prendre une décision officielle[34].
- Espagne et  Grèce : l'UER a proposé une discussion pour autoriser certaines chaînes commerciales non-membres de l'union à participer. Si cette décision est approuvée, l'Espagne, la Grèce et d'autres pays pourraient éventuellement revenir[35].
- Royaume-Uni : le 17 mars 2015, le diffuseur ITV a déclaré que le Royaume-Uni ne reviendrait pas à la compétition en 2015. Il y avait deux autres diffuseurs potentiels[36].
- Suède : le diffuseur Sveriges Television a annoncé qu'il ne prendrait pas part au Concours. Cependant, la chaîne TV4 aurait pu assurer la participation de la Suède comme cela a déjà eu lieu.
- Suisse : le diffuseur suisse RSI a indiqué qu'il ne prendra pas part à l'Eurovision de la chanson Junior en 2015. Cependant, il y avait d'autres diffuseurs potentiels dans ce pays.

## Retransmission
| Pays        | Diffuseur | Commentateur(s)            | Porte-Parole           |
| ----------- | --------- | -------------------------- | ---------------------- |
| Albanie     | RTSH      | Andri Xhahu                | Majda Bejzade          |
| Arménie     | Arménie 1 | Avet Barseghyan            | Betty                  |
| Australie   | SBS One   | Ash London & Toby Truslove | Ellie Blackwell        |
| Biélorussie | Belarus 1 | Anatoly Lipetski           | Valeria Drobyshevskaya |
| Bulgarie    | BNT       |                            |                        |
| Géorgie     | GPB       |                            |                        |
| Irlande     | TG4       |                            |                        |
| Italie      | RAI       |                            |                        |
| Macédoine   | MRT       |                            |                        |
| Malte       | PBS       |                            |                        |
| Monténégro  | RTCG      |                            |                        |
| Russie      | RTR       |                            |                        |
| Saint-Marin | SMRTV     |                            |                        |
| Serbie      | RTS       |                            |                        |
| Slovénie    | RTVSLO    |                            |                        |
| Pays-Bas    | AVROTROS  |                            |                        |
| Ukraine     | NTU       |                            |                        |